# LiveXS
LiveXS is het communicatieplatform van de poppodia en festivals in Nederland en België. Bijna twee decennia werd LiveXS Popmagazine uitgegeven als een papieren maandblad door LiveXS Popmagazine BV. Het fysieke magazine komt voort uit de maandelijkse podiumkrant van Atlantis Podium in Alkmaar. Op 17 september 1995 verscheen de eerste editie, gedurende de eerste twee jaargangen eerst nog onder de titel Krantlantis. Het muziektijdschrift had bijna 15 jaar lang een oplage van zo’n 60.000 exemplaren. De traditionele nummers bevatten onder andere interviews, recensies, de programma’s van poppodia en informatie over de zomerfestivals in Nederland en Vlaanderen. Het tijdschrift was te vinden in Nederland en het Nederlands sprekende deel van België: in poppodia, muziekcafés, poporganisaties, oefenruimtes, gespecialiseerde platenzaken, bibliotheken en muziekscholen.
Op dinsdag 2 april 2013 maakte eigenaar en oprichter Klaas Leegwater bekend dat de voorbereidingen voor het laatste fysieke maandblad waren begonnen en de toekomst van de titel LiveXS vanaf het najaar van 2013 zal worden gezocht in nieuwe media. Tijdens Record Store Day 2013, op zaterdag 20 april 2013, verscheen de laatste papieren editie van LiveXS Popmagazine (mei 2013), met een verlengde looptijd en inclusief de officiële Pinkpop Festivalgids 2013.